# Guillac (Morbihan)
Guillac település Franciaországban, Morbihan megyében. Lakosainak száma 1402 fő (2022. január 1.). Guillac Helléan, Taupont, Ploërmel, Saint-Servant, Guégon, Josselin, La Croix-Helléan és Val-d'Oust községekkel határos.

## Népesség
A település népességének változása:
| Lakosok száma | 1056 | 987  | 1037 | 1204 | 1413 | 1376 | 1357 | 1343 | 1364 | 1402 |
|               | 1968 | 1982 | 1990 | 2006 | 2013 | 2015 | 2017 | 2019 | 2020 | 2022 |